# Stávros Tornés
Stávros Tornés (grec: Σταύρος Τορνές, nascut a Atenes el 1932 i mort el 1988) és un actor, director i guionista grec.

## Biografia
Del 1957 al 1967 va treballar en nombrosos rodatges on va ser tècnic i fins i tot actor. Va marxar de Grècia cap a Itàlia i després França durant la dictadura dels coronels. No va tornar a Grècia fins al 1982 i es va embarcar en el cinema experimental. El Festival de Cinema de Torí el va homenatjar l'any 2003.

## Filmografia

### Com a director
- 1973 : Studenti
- 1976 : Addio Anatolia
- 1977 : Coatti
- 1980 : Exopragmatiko
- 1982 : Balamos
- 1984 : Karkalou
- 1986 : Danilo Trelès
- 1988 : Enas erodios gia tin Germania (Ενας ερωδιος για την Γερμανια)

### Actor
- Ī limnī tōn stenagmōn, dirigida per Grīgorīs Grīgoriou (1959)
- To megalo kolpo, dirigida per Chrīstos Theodōropoulos (1960)
- To mystiko tou kokkinou mandya, dirigida per Kōstas Fōteinos (1960)
- To spiti tīs īdonīs, dirigida per Giōrgos Zervoulakos (1961)
- Stegnōsan ta dakrya mas, dirigida per Giōrgos Papakōstas (1961)
- Diavolou kaltsa, dirigida per Grīgorīs Grīgoriou (1961)
- Il cielo (Ouranos), dirigida per Takīs Kanellopoulos (1962)
- Ī ōraia tīs Roumelīs, dirigida per Giōrgos Delerno (1962)
- To mploko, dirigida per Adōnis Kyrou (1965)
- Anoichtī epistolī, dirigida per Giōrgos Stampoulopoulos (1967)
- Kierion, dirigida per Dīmos Theos (1968)
- Uomini contro, dirigida per Francesco Rosi (1970) - no acreditat
- Il caso Mattei, dirigida per Francesco Rosi (1972) - no acreditat
- Uno dei tre, dirigida per Gianni Serra (1972)
- Vogliamo i colonnelli, dirigida per Mario Monicelli (1973) - no acreditat
- Lucky Luciano, dirigida per Francesco Rosi (1973) - no acreditat
- Allonsanfàn, dirigida per Paolo e Vittorio Taviani (1974)
- Anno uno, dirigida per Roberto Rossellini (1974) - no acreditat
- Domani, dirigida per Domenico Rafele (1974)
- Coatti (1977)
- Hotel Locarno, dirigida per Bernard Werber (1978)
- Cristo si è fermato a Eboli, dirigida per Francesco Rosi (1979)
- La città delle donne, dirigida per Federico Fellini (1980) - no acreditat
- Mpalamos (1982)
- Ī parexīgīsī, dirigida per Dīmītrīs Stavrakas (1983)
- Topos, dirigida per Antouanetta Angelidī (1985)
- Afigisi, dirigida per Takīs Dīmītrakopoulos (1985)
- Varieté, dirigida per Nikos Panagiōtopoulos (1985)
- Dolce assenza, dirigida per Claudio Sestieri (1986)
- Danilo Treles: O fīmismenos Andalousianos mousikos (1986)
- Enas erōdios gia tī Germania (1988)